# Park na Wyspie w Pile

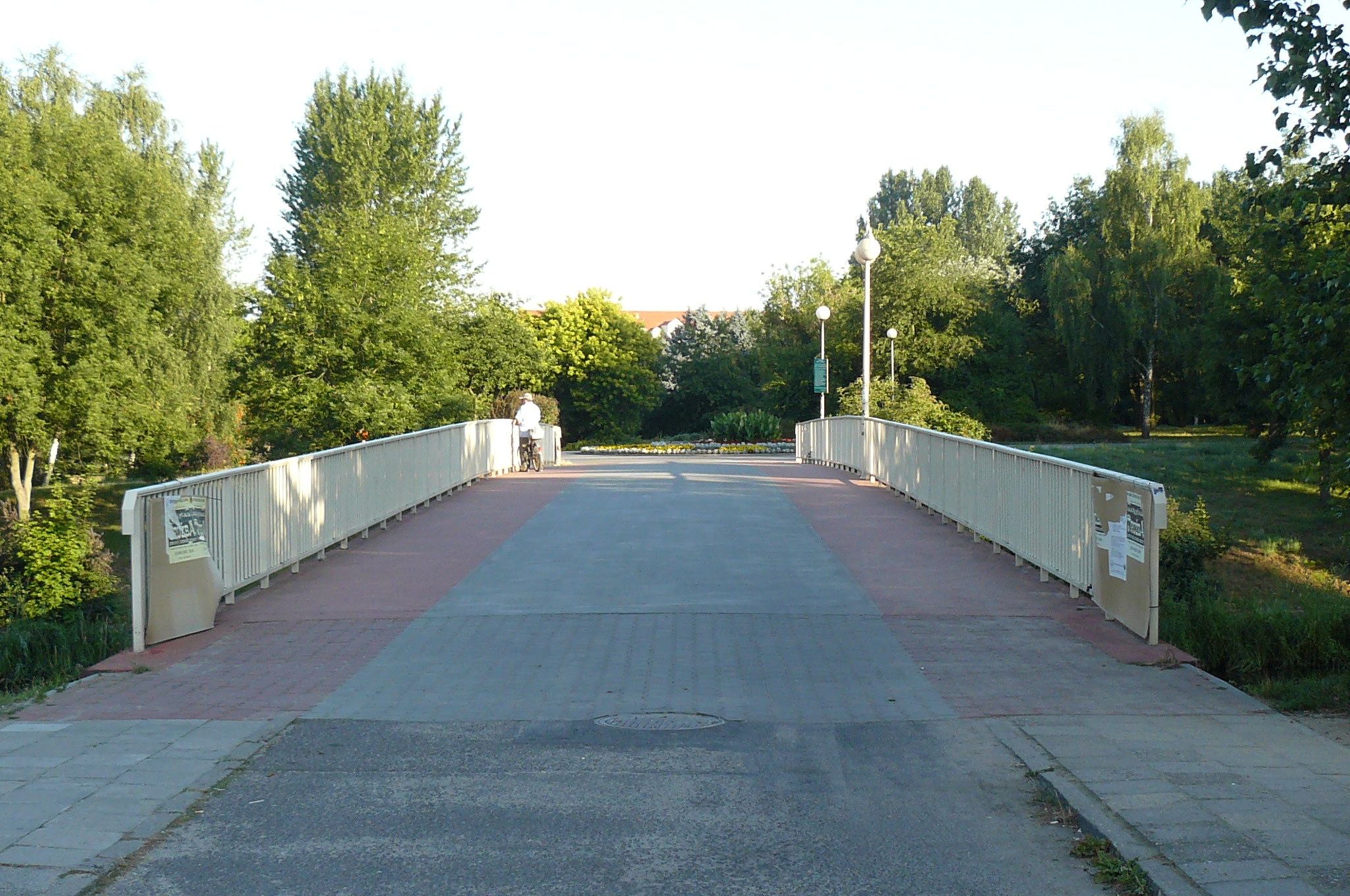
Most na wyspę od strony ul. Dąbrowskiego

Park na Wyspie – park miejski położony w centrum Piły, na rozległej wyspie między dwoma ramionami Gwdy. Jego powierzchnia wynosi ok. 10 ha.

## Historia
Park został urządzony w latach 1976–1978 na bagnistej wyspie zwanej Gardoliną lub Gardolinką, z inicjatywy wojewody pilskiego Andrzeja Śliwińskiego. Na wyspę nawieziono ponad 200 m³ ziemi, później zniwelowanej i odpowiednio ukształtowanej. Zlikwidowano znajdujące się po wschodniej stronie wyspy jaz młyński oraz kanał wyrównujący. Nasadzono wiele okazów drzew i krzewów ozdobnych. Prócz tego planowano stworzenie na terenie parku tarasu widokowego z rosarium, ogrodu japońskiego oraz ustawienie rzeźb plenerowych – zamiary te nie zostały jednak zrealizowane. Obecnie planowane jest utworzenie kolejnych terenów parkowo-rekreacyjnych na północ od Wyspy, w dolinie Gwdy.
W 2021 otwarto na wyspie skateplazę – park dla miłośników deskorolek, hulajnóg i rolek o powierzchni 3000 m² (jeden z największych w Polsce). Obok usytuowano tor do jazdy na rolkach, a także boiska do siatkówki, koszykówki i piłki nożnej.

## Położenie i rozplanowanie parku
Południową część parku zajmuje rozległy plac z fontanną i krytą estradą. Latem są tam urządzane koncerty i festyny. W środkowej części wyspy był wybudowany w latach 90. ogród jordanowski z elementami wykonanymi z drewna, zwany „wioską indiańską”. W roku 2012 zmieniony w plac zabaw. W północno-zachodniej części parku znajduje się niewielki ogrodzony staw z dwiema wyspami, zasilany wodami Gwdy. Gniazdowały tam liczne gatunki ptactwa wodnego. W V 2013 r. zadbano o nasadzenia z okazji 500-lecia nadania praw miejskich Pile i umieszczono na jednej z wysepek złotą koronę. Wyspa jest połączona z lądem trzema betonowymi kładkami. 26 kwietnia 2013 prezydent miasta, starosta i dyrektor Regionalnej Dyrekcji Lasów Państwowych w Pile wraz z zaproszonymi gośćmi zasadzili w parku na wyspie dwie brekinie, które w Polsce są na wyginięciu.